# ابردانه‌بندی

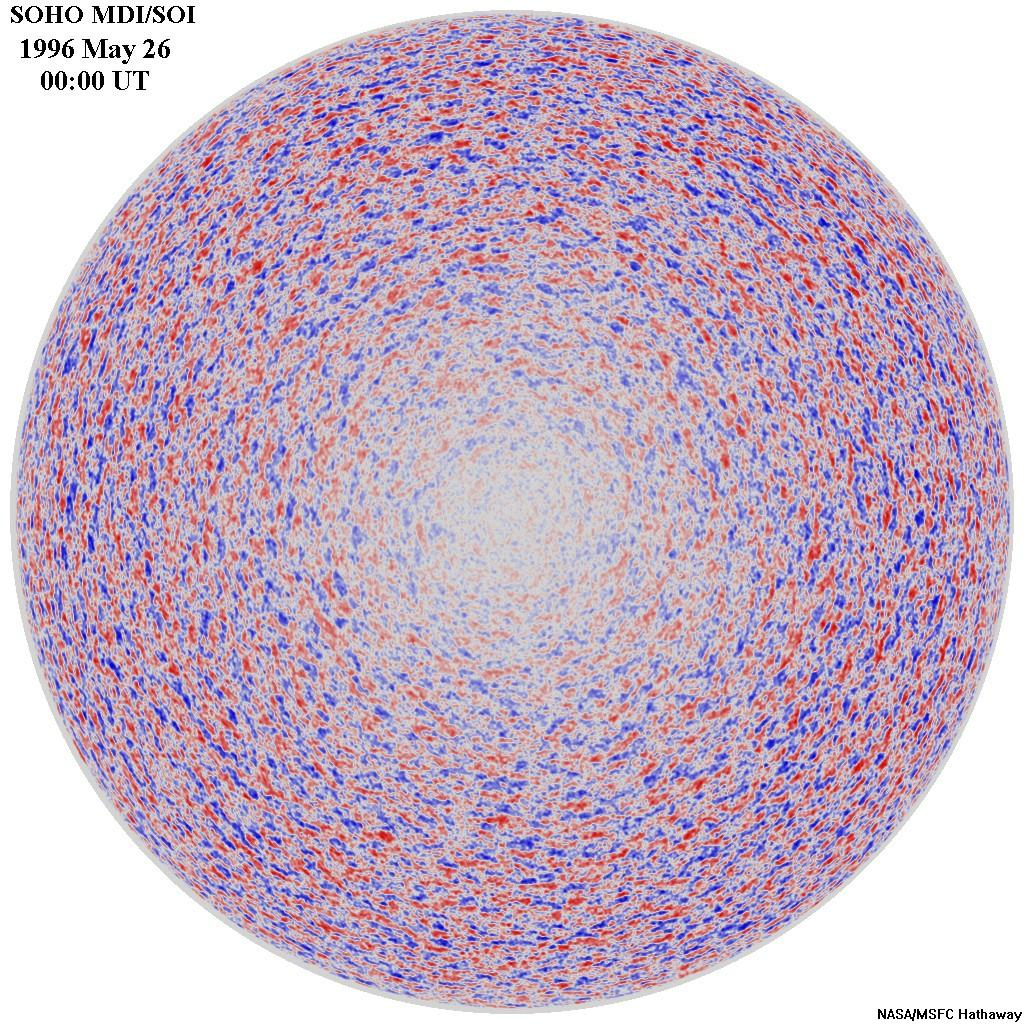
ابردانه‌بندی در فام‌سپهر خورشید.

اَبَردانه‌بندی (انگلیسی: Supergranulation) به سامانهٔ بزرگ‌مقیاسی از سلول‌های همرفتی در سطح خورشید گفته می‌شود که میدان مغناطیسی را در لبه‌های خود متمرکز می‌کنند. این پدیده شبکه‌ای از نواحی روشن و میدان‌های مغناطیسی تقویت‌شده در لایه نورسپهر خورشید ایجاد می‌کند.
ابردانه‌بندی خورشید به الگوی فیزیکی اشاره دارد که سطح خورشید آرام را پوشش می‌دهد و دارای ابعاد افقی تقریباً ۳۰٬۰۰۰ کیلومتر و طول عمری در حدود ۱٫۸ روز است. ویژگی قابل مشاهده آن، میدان سرعت نوسانی با مقدار rms حدود ۳۶۰ متر بر ثانیه است که عمدتاً شامل مؤلفه‌های افقی است.
ابردانه‌بندی بیش از پنجاه سال پیش کشف شد، اما توضیح منشأ و چگونگی شکل‌گیری آن همچنان یکی از چالش‌های اصلی فیزیک خورشیدی امروزی است. با وجود تحقیقات گسترده در این زمینه، محدودیت‌های مشاهده‌ای، مفهومی و عددی مانع از دستیابی به درک دقیق این پدیده شده‌اند.
در فیزیک خورشیدی و رصد خورشیدی، ابردانه‌بندی الگویی از سلول همرفتی در نورسپهر خورشید است. سلول‌های همرفتی منفرد معمولاً به‌عنوان ابردانه‌ها شناخته می‌شوند. این الگو در دهه ۱۹۵۰ توسط ای.بی. هارت کشف شد، با استفاده از اندازه‌گیری‌های سرعت اثر دوپلر که جریان‌های افقی را در نورسپهر نشان می‌دادند (سرعت جریان حدود ۳۰۰ تا ۵۰۰ متر بر ثانیه، یک‌دهم سرعت در دانهٔ خورشیدی کوچک‌تر). تحقیقات بعدی (دهه ۱۹۶۰) توسط لایتون، نویس و سایمون ابعاد معمول ابردانه‌ها را حدود ۳۰٬۰۰۰ کیلومتر با طول عمر تقریبی ۲۴ ساعت تعیین کردند.

## خاستگاه
ابردانه‌بندی مدت‌ها به‌عنوان یک پارامتر مقیاس همرفتی خاص تفسیر شده است، اما منشأ دقیق آن هنوز ناشناخته باقی مانده است. اگرچه وجود دانه‌ها (گرانول‌ها) در نورسپهر خورشید به‌خوبی مستند شده است، همچنان بحث‌های زیادی دربارهٔ ماهیت واقعی یا حتی وجود الگوهای دانه‌بندی مرتبه بالاتر وجود دارد. برخی محققان سه مقیاس متمایز از سازمان‌دهی را پیشنهاد می‌کنند: دانه‌ها (با قطرهای معمولی ۱۵۰–۲۵۰۰ کیلومتر)، میان‌دانه‌ها (۵۰۰۰–۱۰٬۰۰۰ کیلومتر) و ابردانه‌ها (بیش از ۲۰٬۰۰۰ کیلومتر).
دانه‌ها معمولاً به‌عنوان نشانه‌هایی از سلول‌های همرفتی در نظر گرفته می‌شوند که یک ساختار سلسله‌مراتبی تشکیل می‌دهند: ابردانه‌ها در لایه‌های بالایی خود به میان‌دانه‌های کوچک‌تر تقسیم می‌شوند و آن‌ها نیز در سطح خود به دانه‌های کوچک‌تر تقسیم می‌شوند. مواد خورشیدی در «راهروهای» تاریکی که دانه‌ها را از هم جدا می‌کنند به سمت پایین جریان می‌یابند، و تقسیمات بین ابردانه‌ها بزرگ‌ترین تمرکزهای گاز سرد را تشکیل می‌دهند، مشابه رودخانه‌هایی که ریزابه‌های کوچک‌تر را به هم متصل می‌کنند.
با این حال، باید تأکید کرد که این تصویر بسیار نظری است و ممکن است در پرتو کشفیات آینده نادرست باشد. مطالعات اخیر شواهدی ارائه داده‌اند که نشان می‌دهد میان‌دانه‌بندی ممکن است یک ویژگی خیالی بوده که به دلیل روش‌های میانگین‌گیری به‌وجود آمده است.